# 48588 Raschröder
48588 Raschröder è un asteroide della fascia principale. Scoperto nel 1994, presenta un'orbita caratterizzata da un semiasse maggiore pari a 2,3871724 UA e da un'eccentricità di 0,1466831, inclinata di 5,73425° rispetto all'eclittica.